# جهش مرغ عشق اینو
| تنوع   | کد پنتون |
| ------ | -------- |
| لوتینو | ۱۰۲      |

جهش مرغ عشق اینو یکی از تقریباً ۳۰ جهش است که بر رنگ مرغ عشق‌ها تأثیر می‌گذارد. این جهش زمینه‌ای گونه‌های زالی و لوتینو و با دارچینی، جهش تشکیل‌دهنده واریته Lacewing است.

## نمای کلی
در سری سبز، اینو با نام لوتینو شناخته می‌شود، با پرهای رنگارنگ زرد خالص، پرهای پروازی سفید یا زرد کم‌رنگ و پرهای دم و لکه‌های گونه به رنگ سفید نقره‌ای. در برخی از نورها بدن می‌تواند درخشندگی سبز کم‌رنگی را نشان دهد.
در سری آبی، اینو به نام آلبینو شناخته می‌شود و در سراسر آن سفید خالص است. لکه‌های گونه تقریباً هم‌رنگ بدن هستند، اما کمی نقره‌ای‌ترند. در برخی از نورها بدن می‌تواند درخشش آبی بسیار کم‌رنگ را نشان دهد.
چشم‌های لوتینو و زالی در همهٔ سنین قرمز با رنگ‌های عنیه سفید در بزرگسالی است، منقار نارنجی و پاها و انگشتان صورتی است. نرمه بینی بالغ نر اینو به رنگ بنفش خاکستری است تا آبی.
| ارتباط جنسی | ژنوتیپ        | فنوتیپ        |
| ----------- | ------------- | ------------- |
| نرها        | ino + / ino + | طبیعی         |
| نرها        | ino + / ino   | معمولی (/ino) |
| نرها        | ino / ino     | اینو          |
| ماده‌ها      | ino + /Y      | طبیعی         |
| ماده‌ها      | ino /Y        | اینو          |

همان‌طور که در سمت راست برای لوتینو نشان داده شده است، سازمان جهانی مرغ عشق با استفاده از کدهای پنتون استانداردهای دقیقی را برای برخی از رنگ‌های بدن لوتینو تعیین کرده است.
جهش اینو همچنین باعث ایجاد تغییرهایی در جوجه آشیانه‌ای می‌شود. زیرتنه به جای خاکستری سفید است و به صورت پراکنده پدیدار می‌شود و هرگز در مرکز پشت رشد نمی‌کند. همان‌طور که پرها پدیدار می‌شوند، پرها در پایین ستون فقرات و در امتداد خط مرکزی شکمی دیر رشد می‌کنند.